# Heteròpters

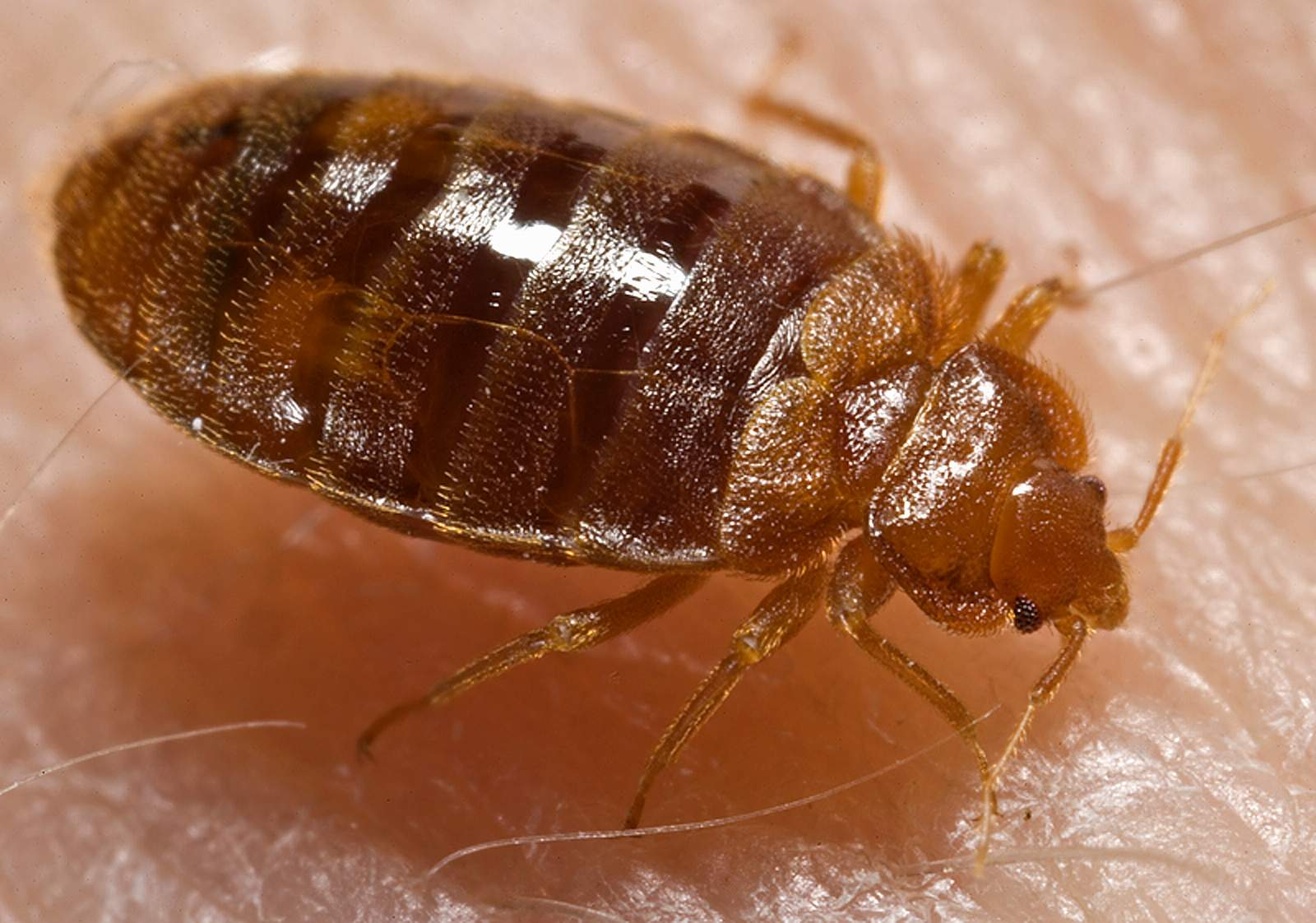
Xinxa domèstica (Cimex lectularius, Cimicidae)

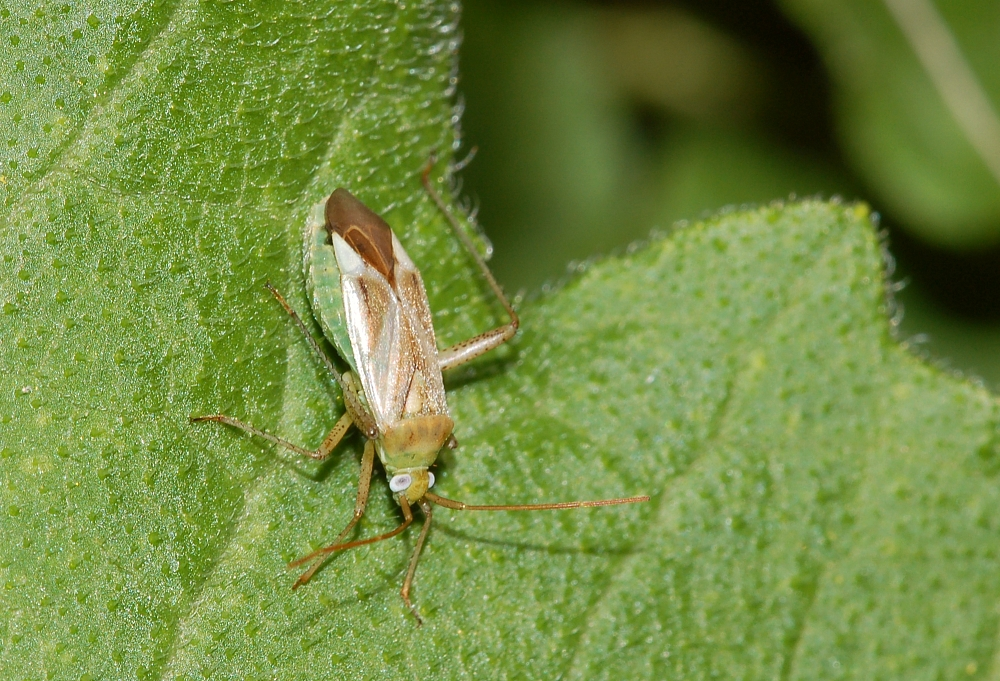
Miridae

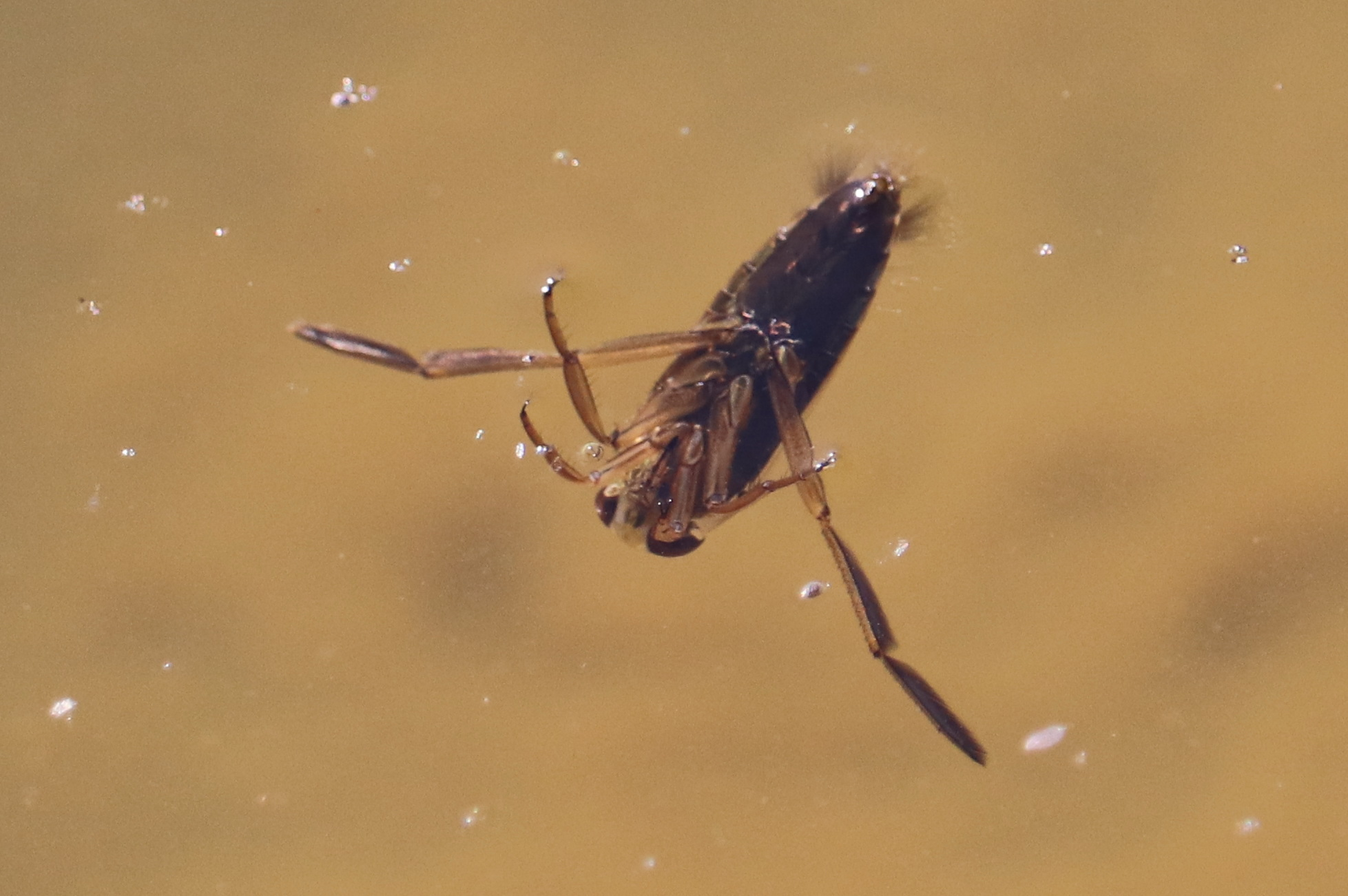
Notonecta (Notonectidae)

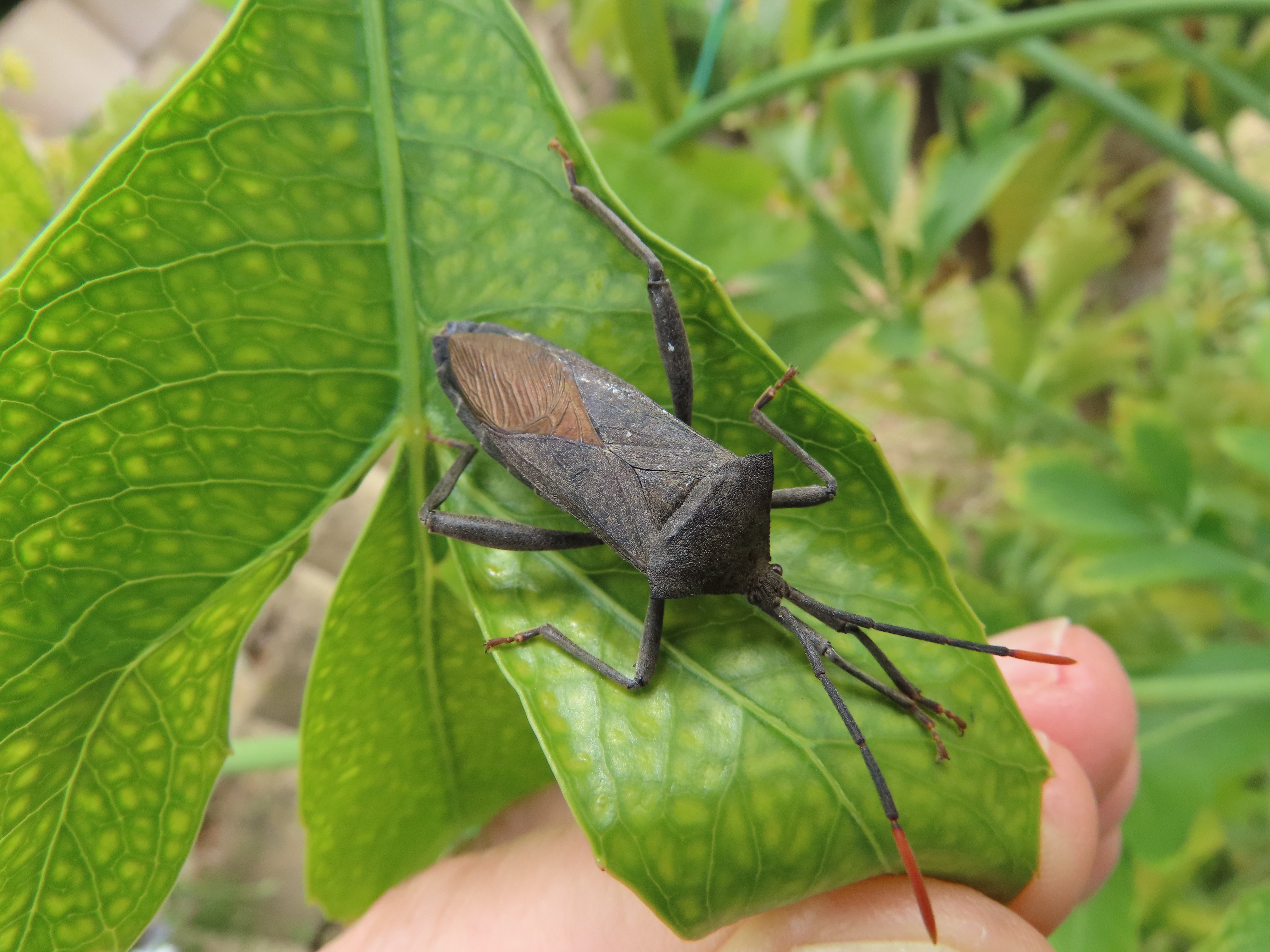
Anoplocnemis (Coreidae)

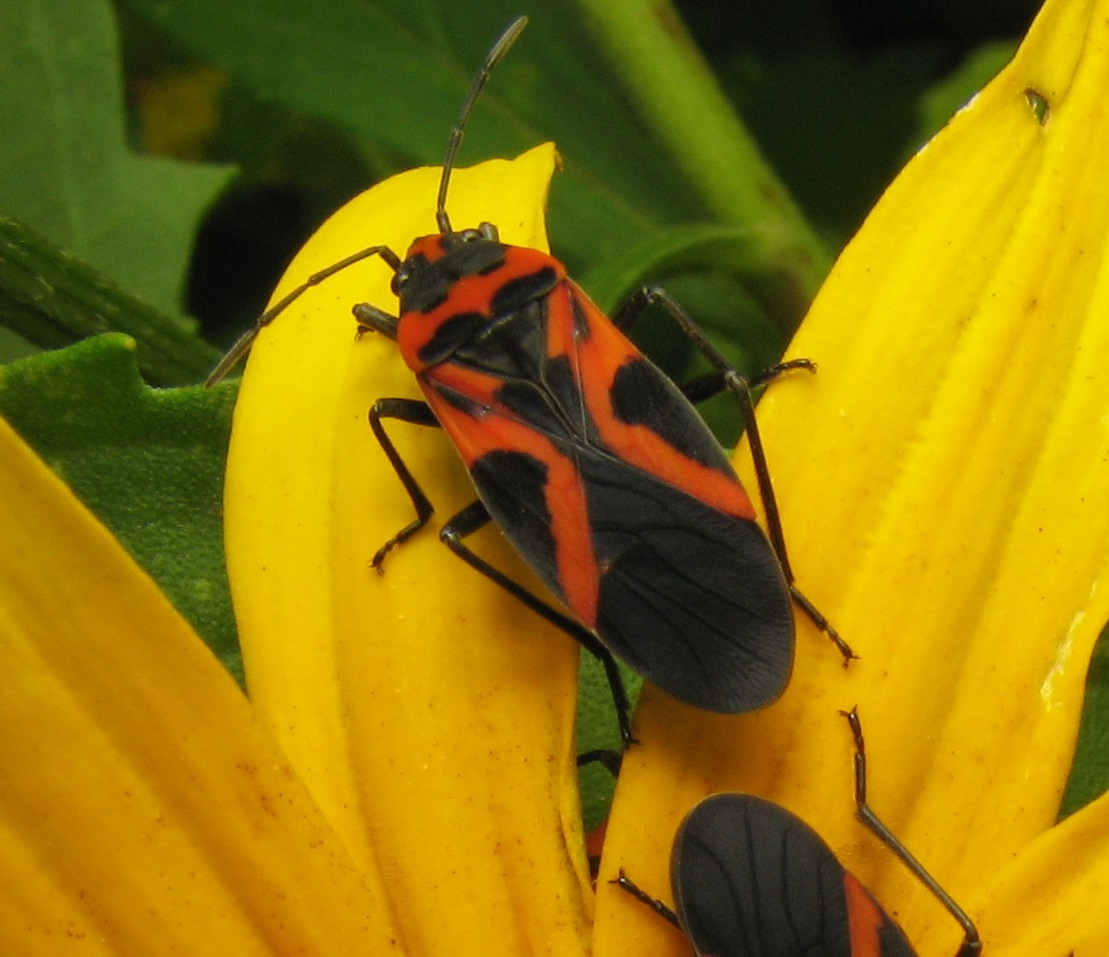
Lygaeus (Lygaeidae)

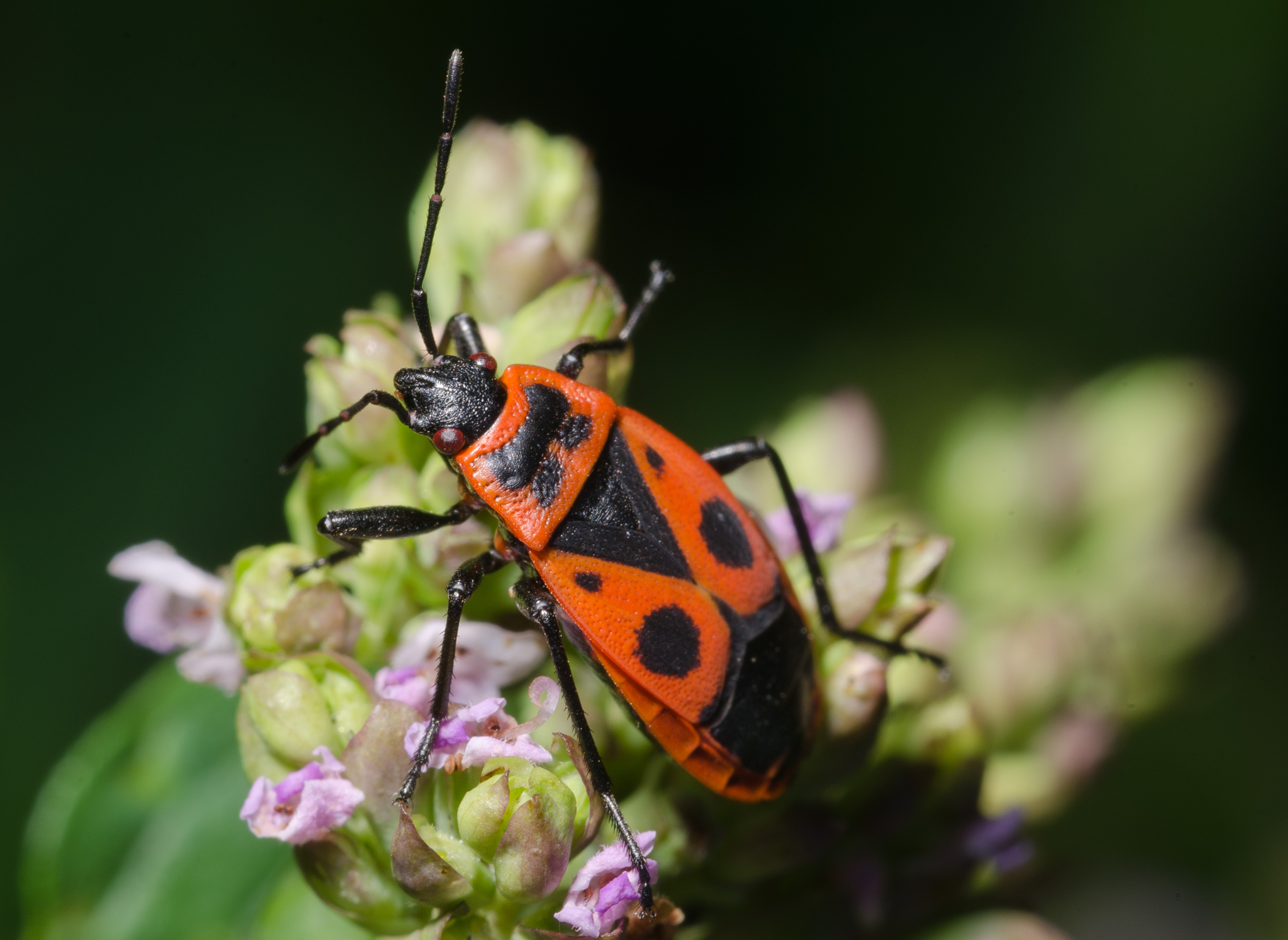
Pyrrhocoris apterus (Pyrrhocoridae)

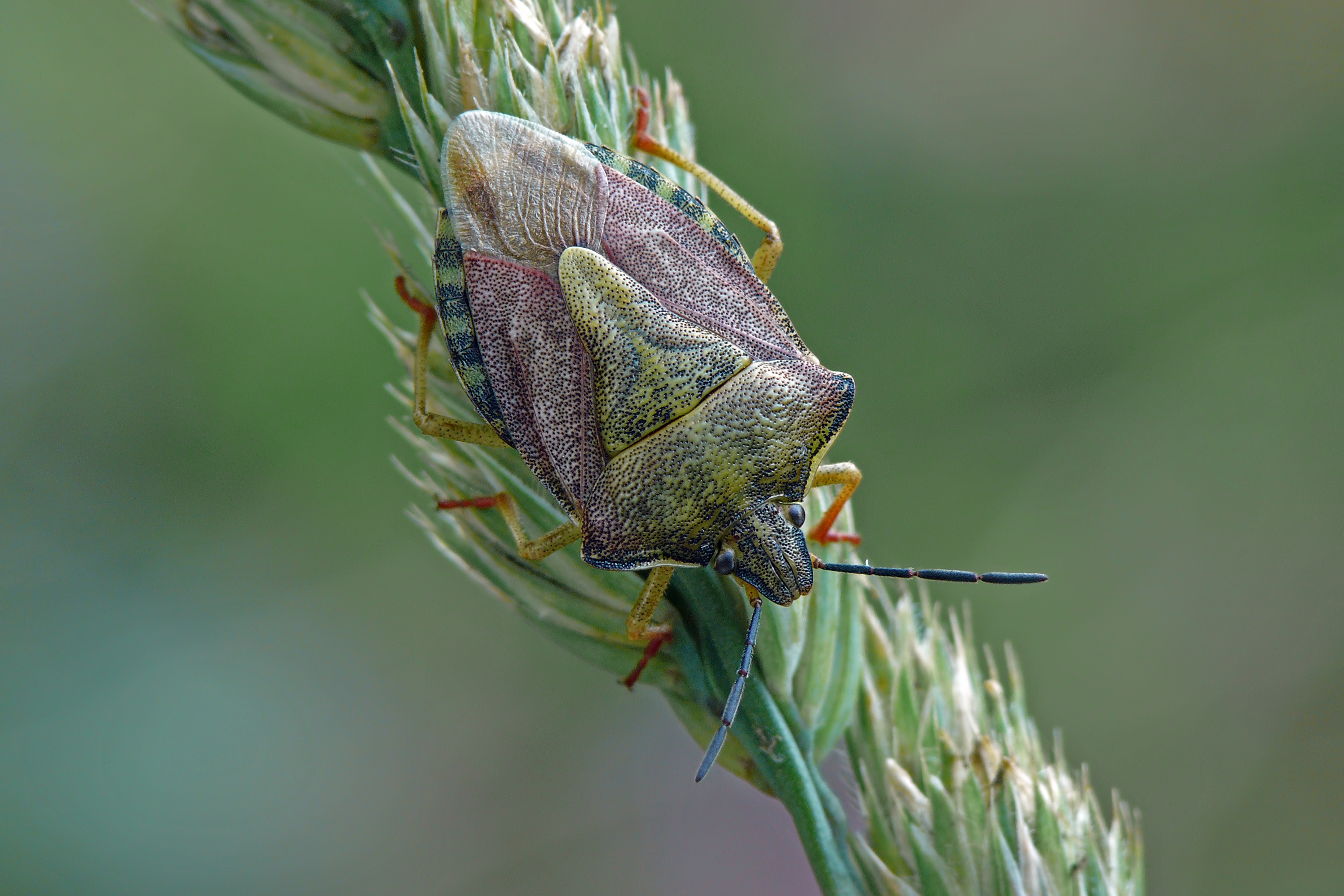
Carpocoris purpureipennis (Pentatomidae)

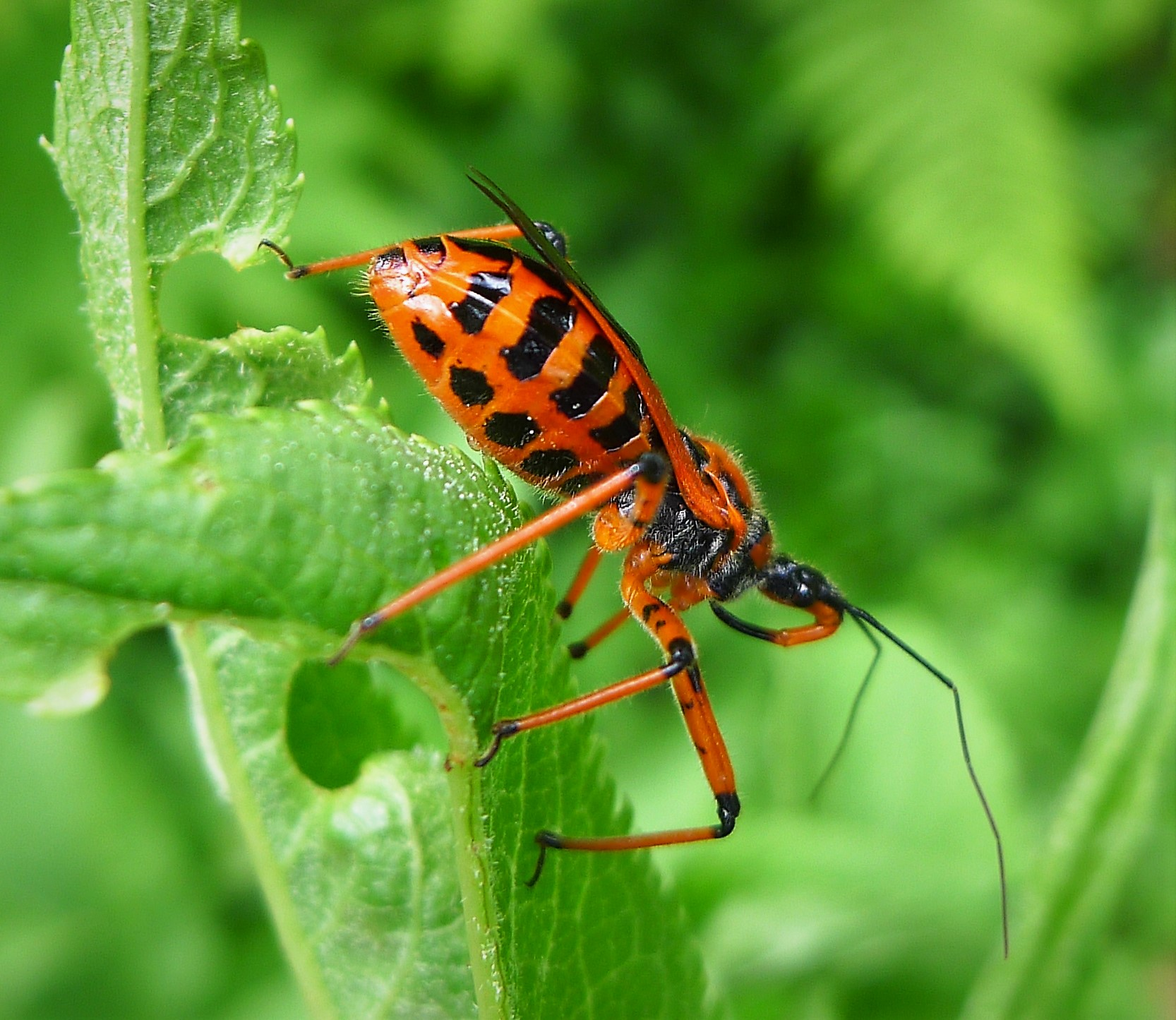
Rhynocoris iracundus (Reduviidae)

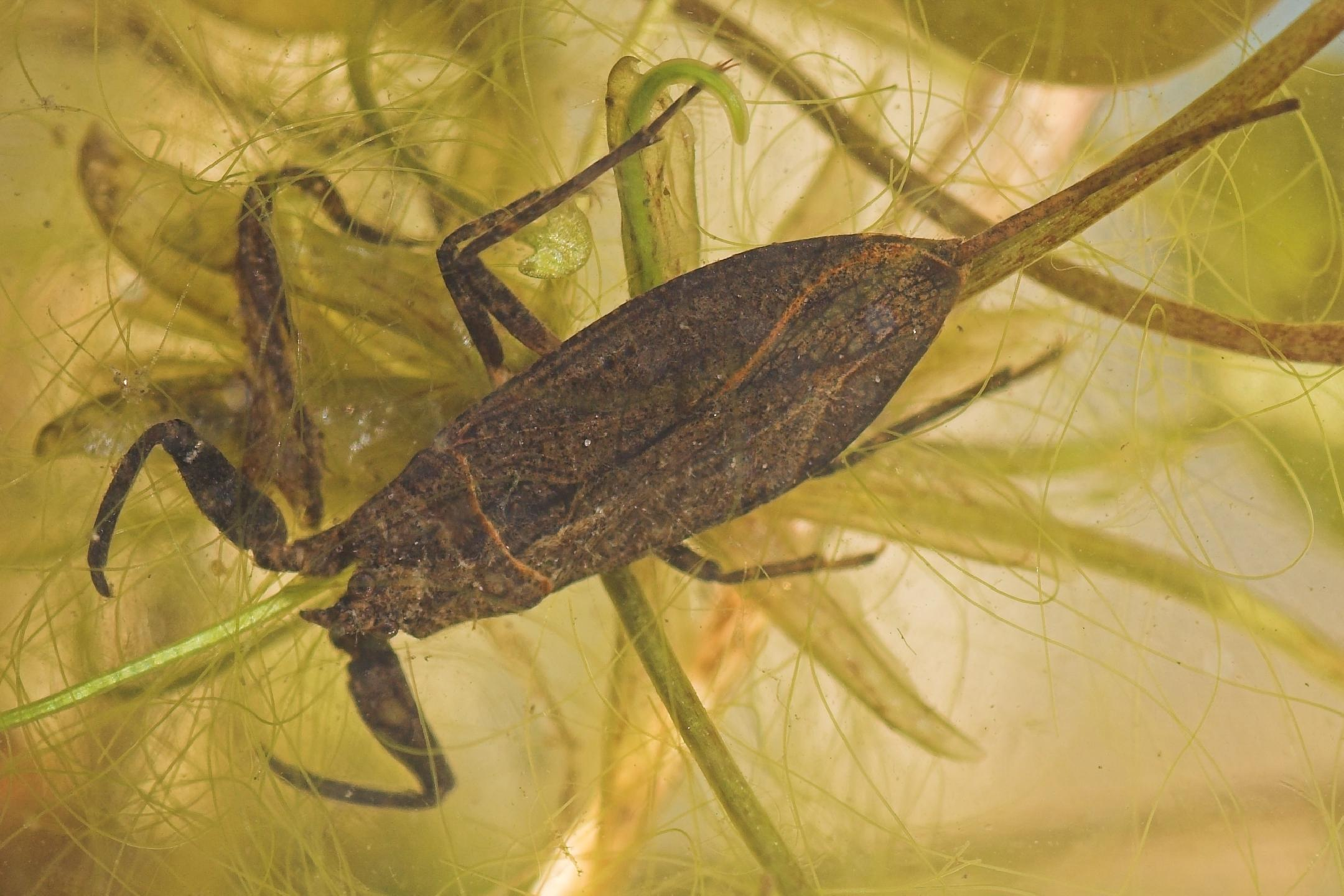
"Escorpí" d'aigua (Nepa cinerea, Nepidae)

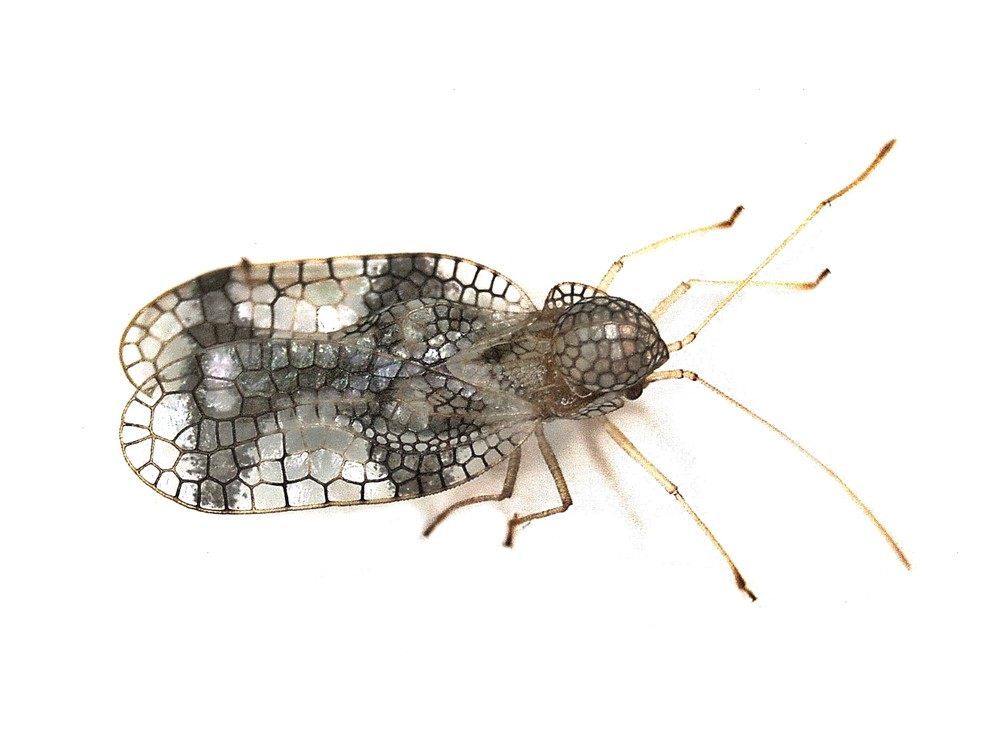
Stephanitis takeyai (Tingidae)

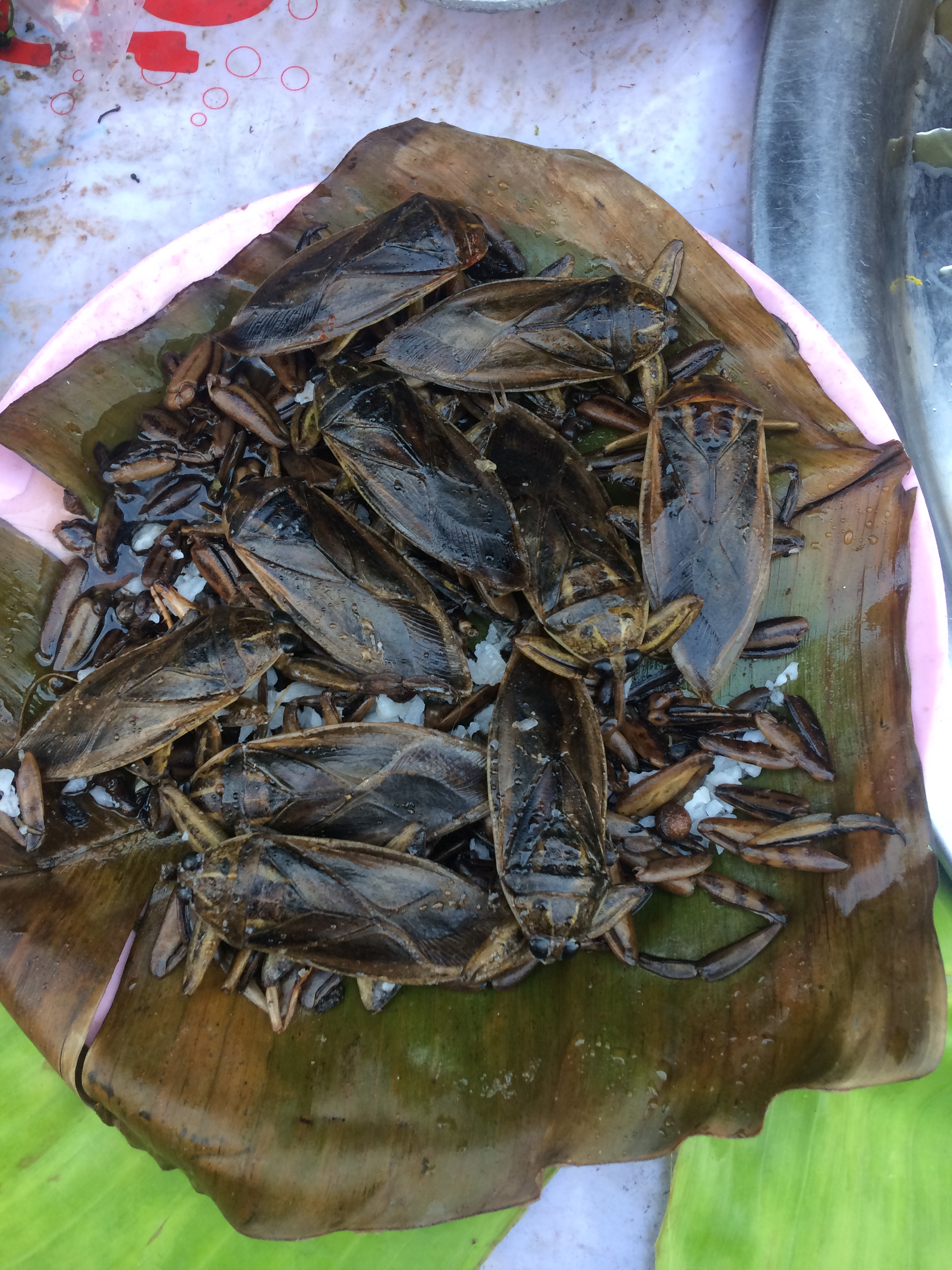
Xinxes aquàtiques gegants (Belostomatidae) com a aliment a Tailàndia

Els heteròpters (Heteroptera, gr. "ales diferents") són un ampli subordre d'insectes dins l'ordre Hemiptera, amb unes 40.000 espècies al món i més de mil a Catalunya.
Els heteròpters ocupen nombrosos nínxols ecològics. Molts s'alimenten de la saba de les plantes, a les que perforen amb el seu bec; d'altres són depredadors que paralitzen les seves preses picant-les amb el bec; fins i tot han conquerit el medi aquàtic, com és el cas dels sabaters (de la família Gerridae) o els escorpins d'aigua (família Nepidae).

## Característiques
La seva morfologia és molt variada, però tenen en comú els següents caràcters morfològics únics:
1. Peces bucals allargades formant un estilet perforador-xuclador inserit a la part anterior del cap, anomenat rostre o bec.
2. Glàndules odoríferes parelles situades a l'abdomen en el cas de les nímfes, o al metatòrax, en el cas dels adults.
3. Antenes de quatre artells.

Les ales anteriors, denominades hemèlitres, tenen una meitat basal dura i coriàcia i una meitat posterior membranosa, es consideren actualment un caràcter derivat.

## Classificació
Des de Latreille (1810), i durant molt de temps, es considerava els Heteroptera un ordre dels insectes, però actualment, amb la nova definició de l'ordre Hemiptera rep la categoria de subordre. Encara avui dia hi ha una controvèrsia sobre el manteniment o no d'aquest nom en la taxonomia.
De fet, el terme Heteroptera es fa servir de dues maneres diferents en les classificacions modernes; a la nomenclatura linneana apareix com un subordre dins l'ordre Hemiptera, on pot ser parafilètic o monofilètic depenent de la seva delimitació. En canvi, en la nomenclatura filogenètica, es fa servir com un clade sense rang, dins del clade Prosorrhyncha el qual està al seu torn dins del clade Hemiptera. Això es desprèn del fet que Coleorrhyncha és realment un "fòssil vivent" que està relacionat amb el concepte tradicional d'Heteroptera, prou pròxim per a ser considerat dins del mateix grup.
Els Gerromorpha i Nepomorpha contenen la majoria dels membres aquàtics dels Heteroptera, mentre tota la resta dels altres grups es troben dins de Cimicomorpha i de Pentatomomorpha.

## Taxonomia
Els heteròpters es subdivideixen en set infraordres i nombroses famílies:
Infraordre Enicocephalomorpha
- Família Enicocephalidae
- Família Aenictopecheidae

Infraordre Dipsocomorpha
- Família Ceratocombidae
- Família Dipsocoridae
- Família Hypsipterygidae
- Família Schizopteridae
- Família Stemmocryptidae

Infraordre Gerromorpha
- Família Mesoveliidae Douglas & Scott 1867
- Família Hebridae Fieber 1851
- Família Paraphrynovellidae
- Família Macroveliidae
- Família Hydrometridae Billberg 1820
- Família Hermatobatidae
- Família Veliidae Dohrn 1859
- Família Gerridae Leach 1815

Infraordre Nepomorpha
- Família Nepidae Latreille 1802
- Família Belostomatidae
- Família Ochteridae
- Família Gelastocoridae
- Família Corixidae Leach 1915
- Família Aphelocheiridae Douglas & Scott 1865
- Família Potamocoridae
- Família Naucoridae Fallen 1814
- Família Notonectidae Leach 1815
- Família Pleidae Fieber 1851
- Família Helotrephidae

Infraordre Leptopomorpha
- Família Leptopodidae Costa 1847
- Família Omaniidae
- Família Aepophilidae
- Família Saldidae

Infraordre Pentatomomorpha
- Superfamília Aradoidea

- Família Aradidae Costa 1843
- Família Termitaphididae

- Superfamília Coreoidea

- Família Alydidae Dallas 1852
- Família Coreidae Leach 1815
- Família Hyocephalidae
- Família Rhopalidae Amyot & Serville 1843
- Família Stenocephalidae Dallas 1852

- Superfamília Lygaeoidea

- Família Berytidae Fieber 1851
- Família Colobathristidae
- Família Idiostolidae
- Família Lygaeidae Schilling 1829
- Família Malcidae
- Família Piesmatidae Spinola 1850

- Superfamília Pyrrhocoroidea

- Família Largidae
- Família Pyrrhocoridae Dohrn 1859

- Superfamília Pentatomoidea

- Família Urostylididae
- Família Saileriolidae
- Família Acanthosomatidae Stal 1865
- Família Tessaratomatidae
- Família Dinidoridae
- Família Cydnidae Billberg 
- Família Thaumastellidae
- Família Corimelaenidae
- Família Lestoniidae
- Família Phloeidae
- Família:Scutelleridae Leach 1815
- Família Plataspididae Dallas
- Família Pentatomidae Leach 1815
- Família Canopidae
- Família Megarididae

Infraordre Cimicomorpha
- Família Pachynomidae
- Família Reduviidae Latreille 1807
- Família Velocipedidae
- Família Microphysidae Dohrn 1859
- Família Joppeicidae
- Família Thaumastocoridae
- Família Miridae Hann 1831
- Família Tingidae Costa 1847
- Família Medocostidae
- Família Nabidae Costa 1855
- Família Lasiochilidae
- Família Plokiophilidae
- Família Lyctocoridae
- Família Anthocoridae Amyot & Serville 1843
- Família Cimicidae Latreille 1804
- Família Polyctenidae